# Вильянмаа, Аннмари
Аннмари Вильянмаа (фин. Annmari Viljanmaa; род. 10 июля 1973, Гуйттинен, Финляндия) — финская лыжница, участница Олимпийских игр в Солт-Лейк-Сити и двух чемпионатов мира, победитель этапа Кубка мира.
В Кубке мира Вильянмаа дебютировала 7 марта 1998 года, в декабре 2002 года одержала единственную в карьере победу на этапе Кубка мира, в эстафете. Кроме этого имеет на своём счету 1 попадание в тройку лучших на этапах Кубка мира, в гонке на 30 км классическим стилем. Лучшим достижением Вильянмаа в общем итоговом зачёте Кубка мира является 15-е место в сезоне 2002/03.
На Олимпийских играх 2002 года в Солт-Лейк-Сити была 37-й в гонке на 10 км классическим стилем и 24-й в гонке на 30 км классическим стилем, кроме того стартовала в масс-старте на 15 км свободным стилем, но сошла с дистанции.
За свою карьеру участвовала в двух чемпионатах мира, лучший результат 7-е место в масс-старте на 15 км классическим стилем на чемпионате мира 2003 года.
Использовала лыжи производства фирмы Atomic, ботинки Salomon. Завершила спортивную карьеру в 2006 году.